# Papa Beer komt thuis
Papa Beer komt thuis is een deel uit de Kleine Beerserie van de Deens-Amerikaanse kinderboekenschrijfster Else Holmelund Minarik. Het werd - net als de andere boekjes in de serie - geïllustreerd door Maurice Sendak. 
Het boek verscheen onder de titel Father Bear Comes Home voor het eerst in 1959. De Nederlandse vertaling verscheen niet veel later bij Uitgeverij Ploegsma in de zogenoemde blokboekjesserie. 

## Het verhaal
De vader van Kleine Beer is al lange tijd uit vissen. Nu nadert het moment van zijn thuiskomst. Kleine Beer schept bij uil op over wat zijn vader wel niet gevangen zou kunnen hebben. Misschien zelfs wel een Zeemeermin. Uil vertelt het vermoeden van de zeemeermin verder en zo wordt het een lopend vuurtje. Al Kleine Beers vrienden beginnen ervan overtuigd te raken dat Papa Beer een Zeemeermin zal meebrengen van zijn verre tocht. Kleine Beer neemt al zijn vrienden mee naar zijn huis om aanwezig te zijn bij de thuiskomst van Papa Beer en de zeemeermin. Papa Beer komt thuis, tilt Kleine Beer op en knuffelt hem, maar hij heeft geen zeemeermin bij zich. Ook geen kleine zeemeermin?, vraagt Kleine Beer als om zijn gezicht ten opzichte van zijn vrienden te redden. Nee, ook geen kleine zeemeermin. Alle vrienden reageren onthutst. Ik zei toch: "misschien", zegt Kleine Beer tegen zijn vrienden: ik heb gezegd: misschien. 